# Frampol (gromada)
Frampol – dawna gromada, czyli najmniejsza jednostka podziału terytorialnego Polskiej Rzeczypospolitej Ludowej w latach 1954–1972.
Gromady, z gromadzkimi radami narodowymi (GRN) jako organami władzy najniższego stopnia na wsi, funkcjonowały od reformy reorganizującej administrację wiejską przeprowadzonej jesienią 1954 do momentu ich zniesienia z dniem 1 stycznia 1973, tym samym wypierając organizację gminną w latach 1954–1972.
Gromadę Frampol z siedzibą GRN we Frampolu (wówczas wsi) utworzono – jako jedną z 8759 gromad na obszarze Polski – w powiecie biłgorajskim w woj. lubelskim na mocy uchwały nr 6 WRN w Lublinie z dnia 5 października 1954. W skład jednostki weszły obszary dotychczasowych gromad Frampol, Pulczynów, Rzeczyce, Sokołówka, Stara Wieś, Wola Kątecka i Wola Radzięcka wraz z miejscowościami Kąty wieś i Kąty kol. z dotychczasowej gromady Kąty ze zniesionej gminy Frampol, obszar dotychczasowej gromady Radzięcin ze zniesionej gminy Goraj oraz miejscowość Cacanin przysiółek z dotychczasowej gromady Kocudza III ze zniesionej gminy Kocudza w tymże powiecie. Dla gromady ustalono 27 członków gromadzkiej rady narodowej.
1 stycznia 1960 do gromady Frampol włączono wsie Karolówka, Korytków Mały i Niemirów oraz kolonię Sokołówka ze zniesionej gromady Korytków Duży w tymże powiecie.
Gromada przetrwała do końca 1972 roku, czyli do kolejnej reformy gminnej. 1 stycznia 1973 w powiecie biłgorajskim reaktywowano gminę Frampol.